# Villa Richiedei-Galeazzi
Villa Richiedei-Galeazzi è un edificio storico di Borgosatollo, in provincia di Brescia.

## Storia
Situata lungo l'attuale via IV Novembre , venne edificata dai nobili Richiedei nella prima metà del Settecento in un terreno sul quale era presente sin dal 1300 un altro edificio, di proprietà della famiglia Merenda. Nel 1517 Giulio Merenda dichiarò di avere "una possessione in lo territorio de Borgosatollo de piova novanta".
Nel 1980 fu acquistata da Carlo Galeazzi.
Il portale di ingresso è ornato da bugne in pietra ed è sormontato da un cornicione. La facciata è rivolta a meridione e presenta un portico di cinque campate, sorretto da quattro colonne in pietra e da due pilastri ai lati. Il soffitto del portico è a travetti in legno decorati da Giuseppe Ferrai. Durante la ristrutturazione seguita all'acquisizione dei Galeazzi, al primo piano sono stati scoperti i resti di piccole colonne che sorreggevano degli archi, rivelando che la facciata originaria, perduta in seguito a successive restaurazioni, prevedeva che ad ogni arcata del porticato corrispondessero due arcate al primo piano, dove si trovava la loggia.